# 前678年
| 千纪： | 前1千纪 |
| 世纪： | 前8世纪 \| 前7世纪 \| 前6世纪 |
| 年代： | 前700年代 \| 前690年代 \| 前680年代 \| 前670年代 \| 前660年代 \| 前650年代 \| 前640年代                                                                                         |
| 年份： | 前683年 \| 前682年 \| 前681年 \| 前680年 \| 前679年 \| 前678年 \| 前677年 \| 前676年 \| 前675年 \| 前674年 \| 前673年                                                           |
| 纪年： | 周僖王四年 魯莊公十六年 齊桓公八年 晉武公三十八年 郑厉公后二年 宋桓公四年 楚文王十二年 衛惠公二十二年 秦武公二十年 陳宣公十五年 蔡哀侯十七年 燕庄公十三年 曹庄公24年 杞共公三年 |

## 大事记
- 夏季，宋國、齊國、衛國聯合攻打鄭國。[1]
- 冬季，為了對鄭國講和，滕子、齊桓公、魯莊公、宋桓公、陳宣公、衛惠公、許穆公、滑伯與鄭厲公在幽地一起結盟。[1]
- 周僖王承認曲沃君為晉國國君，列為諸侯，是為曲沃代翼。
- 晉武公出兵攻打東周朝廷，殺害周夷邑大夫詭諸，周執政大臣周公忌父逃奔虢國。[1]
- 楚文王出兵滅鄧國。
- 米底亞王國建國。

## 逝世
- 晉侯緡
- 秦武公，秦國君主（生年不詳）。